# 布勒姆瑟布魯條約
布勒姆瑟布魯條約（瑞典語、丹麥語：Freden i Brömsebro）於1645年8月13日由瑞典帝國與丹麥-挪威簽訂，以結束1643年至1645年的托爾斯騰森戰爭。簽訂地點是布勒姆瑟布魯，瑞典布萊金厄省與斯莫蘭省交界的一個城鎮。

斯堪地那維亞圖，斜線部分在條約後割予瑞典

瑞典在托爾斯騰森戰爭中打敗了丹麥軍隊，迫使丹麥割讓領土求和。在布勒姆瑟布魯條約中，瑞典獲得西部的耶姆特蘭與海里耶達倫，並在未來30年得到南部的哈蘭省的控制權。此外，瑞典船隻此後航經厄勒海峽不需向丹麥支付厄勒海峡通行费。在日後1658年簽訂的羅斯基勒條約中，丹麥將進一步喪失在斯堪地那維亞半島上的所有領土。